# Blažej Vaščák
Blažej Vaščák (Krompachy, 23 novembre 1983) è un calciatore slovacco, centrocampista o attaccante del Pokrok Krompachy.

## Carriera

### Club
Iniziò la carriera con il Košice nel 2001. Nel 2003 si trasferì al Trenčín e nel 2004 all'Artmedia Bratislava, con cui esordì in UEFA Champions League nella stagione 2005-2006.
Nel 2006 fu acquistato dal Treviso e nel gennaio 2007 in comproprietà al Lecce, che ne riscattò la proprietà del cartellino nell'estate seguente. Ad agosto 2007 il Lecce lo cedette al Cesena in prestito con diritto di riscatto della metà del cartellino. Dopo una stagione, rientrò nel Salento. Fece quindi ritorno in patria, venendo ceduto nuovamente in prestito, al Teplice. Il 9 luglio 2009 rescisse il contratto col Lecce.
Nel settembre 2009 fu messo sotto contratto dal VSS Košice. Nell'estate del 2011 si spostò in Polonia, al Polonia Bytom, e nel marzo 2012 al Partizán Bardejov, con cui esordì segnando una doppietta nella vittoria per 5-0 in casa contro il Sokol Dolná Ždaňa. Ceduto in prestito allo Podbrezová, fu acquisito interamente dal club nell'estate del 2013. Nel 2016 andò a giocare nel Lokomotíva Košice, con cui ottenne una sola presenza in campionato, per poi passare allo Skalica e, poco dopo, al Senica. Nel 2018 fu ceduto allo Zemplín Michalovce; nel 2019 ha firmato per il Banská Bystrica.

### Nazionale
Ha giocato 4 partite con la nazionale maggiore slovacca tra il 2007 e il 2008.

## Statistiche

### Cronologia presenze e reti in nazionale
| Cronologia completa delle presenze e delle reti in nazionale ― Slovacchia | Cronologia completa delle presenze e delle reti in nazionale ― Slovacchia | Cronologia completa delle presenze e delle reti in nazionale ― Slovacchia | Cronologia completa delle presenze e delle reti in nazionale ― Slovacchia | Cronologia completa delle presenze e delle reti in nazionale ― Slovacchia | Cronologia completa delle presenze e delle reti in nazionale ― Slovacchia | Cronologia completa delle presenze e delle reti in nazionale ― Slovacchia | Cronologia completa delle presenze e delle reti in nazionale ― Slovacchia |
| Data                                                                      | Città                                                                     | In casa                                                                   | Risultato                                                                 | Ospiti                                                                    | Competizione                                                              | Reti                                                                      | Note                                                                      |
| ------------------------------------------------------------------------- | ------------------------------------------------------------------------- | ------------------------------------------------------------------------- | ------------------------------------------------------------------------- | ------------------------------------------------------------------------- | ------------------------------------------------------------------------- | ------------------------------------------------------------------------- | ------------------------------------------------------------------------- |
| 13-10-2007                                                                | Dubnica nad Váhom                                                         | Slovacchia                                                                | 7 – 0                                                                     | San Marino                                                                | Qual. Euro 2008                                                           | -                                                                         | 60’                                                                       |
| 16-10-2007                                                                | Fiume                                                                     | Croazia                                                                   | 3 – 0                                                                     | Slovacchia                                                                | Amichevole                                                                | -                                                                         | 68’                                                                       |
| 6-2-2008                                                                  | Limassol                                                                  | Ungheria                                                                  | 1 – 1                                                                     | Slovacchia                                                                | Amichevole                                                                | -                                                                         | 67’                                                                       |
| 24-5-2008                                                                 | Lugano                                                                    | Svizzera                                                                  | 2 – 0                                                                     | Slovacchia                                                                | Amichevole                                                                | -                                                                         | 76’                                                                       |
| Totale                                                                    |                                                                           | Presenze                                                                  | 4                                                                         |                                                                           | Reti                                                                      | 0                                                                         |                                                                           |

## Palmarès
- Campionato slovacco: 1

Artmedia: 2004-2005
- Coppa della Repubblica Ceca: 1

Teplice: 2008-2009